# محوطه کجید آ
محوطه کجید  در شهرستان املش، ۳۰۰ متری غرب پاسگاه انتظامی واقع شده و این اثر در تاریخ ۲ آبان ۱۳۸۲ با شمارهٔ ثبت ۱۰۶۰۰ به‌عنوان یکی از آثار ملی ایران به ثبت رسیده است.